# 7. grönländischer Landesratswahlkreis
Der 7. grönländische Landesratswahlkreis war von 1951 bis 1979 ein Landesratswahlkreis in Grönland. Der Wahlkreis umfasste die Gemeinde Sisimiut.

## Vertreter
Folgende Personen vertraten den Wahlkreis:
| Wahlperiode | Landesrat          | 1. Stellvertreter   | 2. Stellvertreter   | Anmerkung |
| ----------- | ------------------ | ------------------- | ------------------- | --------- |
| 1951–1955   | Knud Olsen         | ?                   | ?                   |           |
| 1955–1959   | Jørgen C. F. Olsen | ?                   | ?                   |           |
| 1959–1963   | Jørgen C. F. Olsen | ?                   | ?                   |           |
| 1963–1967   | Jørgen C. F. Olsen | ?                   | ?                   |           |
| 1967–1971   | Jørgen C. F. Olsen | Anguteeraq Davidsen | Jens Olsen          |           |
| 1971–1975   | Jørgen C. F. Olsen | Eli Møller          | Anguteeraq Davidsen |           |
| 1975–1979   | Jørgen C. F. Olsen | Tonny Johnsen       | Anguteeraq Davidsen |           |